# Richard-Wagner-Platz (stacja metra)
Richard-Wagner-Platz – stacja metra w Berlinie na linii U7, w dzielnicy Charlottenburg, w okręgu administracyjnym Charlottenburg-Wilmersdorf. Stacja została otwarta w 1906.